# Liushui, Hubei
Liushui är en köping i Kina. Den ligger i provinsen Hubei, i den centrala delen av landet, omkring 210 kilometer nordväst om provinshuvudstaden Wuhan. Antalet invånare är 49 832. Befolkningen består av 24 338 kvinnor och 25 494 män. Barn under 15 år utgör 12,0 %, vuxna 15-64 år 78 %, och äldre över 65 år 9,0 %.
Runt Liushui är det ganska tätbefolkat, med 230 invånare per kvadratkilometer. Närmaste större samhälle är Huji, 19,4 km sydväst om Liushui. Trakten runt Liushui består till största delen av jordbruksmark.
Genomsnittlig årsnederbörd är 1 060 millimeter. Den regnigaste månaden är augusti, med i genomsnitt 176 mm nederbörd, och den torraste är december, med 19 mm nederbörd.